# Emily Browning
Emily Jane Browning (Melbourne, 7 dicembre 1988) è un'attrice australiana.

## Biografia
Emily Browning nasce a Melbourne, figlia di Andrew e Shelley Browning. Ha due fratelli più piccoli, Nicholas e Matthew, e nel novembre 2006 si è diplomata all'Eltham High School. La sua passione per la recitazione nasce a otto anni, quando un ex compagno di classe di suo padre la nota in una recita scolastica e le consiglia fortemente di iniziare una carriera come attrice.
Emily debutta nel 1998 con un piccolo ruolo in The Echo of Thunder. In seguito ottiene parti in The Man Who Sued God, al fianco di Billy Connolly e Ned Kelly con Heath Ledger e Orlando Bloom. Il successo arriva nel 2002 con Nave fantasma, che venne girato in Australia, ma realizzato negli Stati Uniti. Nello stesso anno vince il premio come miglior attrice emergente all'Australian Film Institute Award, e viene nominata per lo stesso premio anche l'anno successivo.
In seguito al successo ottenuto Emily riceve numerose proposte, ottenendo nel 2004 la parte di Violet Baudelaire in Lemony Snicket - Una serie di sfortunati eventi, recitando così al fianco di noti attori come Meryl Streep e Jim Carrey. Dopo alcuni anni dedicati alla conclusione del percorso di studi, viene scelta nel 2010 per interpretare il ruolo di Lucy, la protagonista, in Sleeping Beauty. Nello stesso anno inizia in Australia le riprese per Sucker Punch, dove veste i panni della protagonista.
Nel 2015 riceve critiche positive per la sua interpretazione di Frances Shea, moglie di Reggie Kray nel film Legend, in cui recita accanto a Tom Hardy. La pellicola narra la storia dei gemelli Kray, pericolosi gangster della Londra anni '60. Nel 2017 entra nel cast della serie televisiva American Gods, basata sull'omonimo romanzo di Neil Gaiman, nella parte della moglie del protagonista Laura Moon.

## Filmografia

### Attrice

#### Cinema
- The Man Who Sued God, regia di Mark Joffe (2001)
- Nave fantasma (Ghost Ship), regia di Steve Beck (2002)
- Al calare delle tenebre (Darkness Falls), regia di Jonathan Liebesman (2003)
- Ned Kelly, regia di Gregor Jordan (2003)
- Lemony Snicket - Una serie di sfortunati eventi (Lemony Snicket's A Series of Unfortunate Events), regia di Brad Silberling (2004)
- Stranded, regia di Stuart McDonald (2006)
- The Uninvited, regia di Charles Guard e Thomas Guard (2009)
- Sucker Punch, regia di Zack Snyder (2011)
- Sleeping Beauty, regia di Julia Leigh (2011)
- Magic Magic, regia di Sebastián Silva (2013)
- The Host, regia di Andrew Niccol (2013)
- L'estate all'improvviso (Summer in February), regia di Christopher Menaul (2013)
- Plush, regia di Catherine Hardwicke (2013)
- God Help the Girl, regia di Stuart Murdoch (2014)
- Pompei, regia di Paul W. S. Anderson (2014)
- Legend, regia di Brian Helgeland (2015)
- Shangri-La Suite, regia di Eddie O'Keefe (2016)
- Golden Exits, regia di Alex Ross Perry (2017)
- Monica, regia di Andrea Pallaoro (2022)

#### Televisione
- The Echo of Thunder, regia di Simon Wincer – film TV (1998)
- High Flyers – serie TV, 26 episodi (1999)
- Thunderstone – serie TV, 13 episodi (2000)
- Blue Heelers - Poliziotti con il cuore (Blue Heelers) – serie TV, 9 episodi (2000-2002)
- Blonde – miniserie TV, puntate 1x1-1x2 (2001)
- Something in the Air – serie TV, 5 episodi (2000-2001)
- Halifax (Halifax f.p) – serie TV, episodio 1x20 (2001)
- After the Deluge, regia di Brendan Maher – film TV (2003)
- American Gods – serie TV, 26 episodi (2017-2021)
- The Affair - Una relazione pericolosa (The Affair) – serie TV, 11 episodi (2018-2019)
- American Horror Stories – serie TV, episodio 3x04 (2023)

#### Videoclip
- Light Surrounding You – Evermore (2006)
- No Matter What You Say – Imperial Teen (2012)
- Take Shelter – Years & Years (2015)

## Discografia
| Anno | Titolo                                            | Album             |
| ---- | ------------------------------------------------- | ----------------- |
| 2011 | Sweet Dreams (Are Made of This)                   | Sucker Punch OST  |
| 2011 | Where Is My Mind?                                 | Sucker Punch OST  |
| 2011 | Asleep                                            | Sucker Punch OST  |
| 2013 | Introdubtion                                      | Plush OST         |
| 2013 | Close Enough to Kill                              | Plush OST         |
| 2013 | Half of Me                                        | Plush OST         |
| 2013 | The Look in Your Eye (Jack Version)               | Plush OST         |
| 2013 | Half of Me (Enzo Remix) (featuring Thomas Dekker) | Plush OST         |
| 2014 | Act of the Apostle                                | God Help the Girl |
| 2014 | Pretty When the Wind Blows                        | God Help the Girl |
| 2014 | God Help the Girl                                 | God Help the Girl |
| 2014 | The Psychiatrist Is In                            | God Help the Girl |
| 2014 | If You Could Speak (con Hannah Murray)            | God Help the Girl |
| 2014 | Perfection as a Hipster (con Neil Hannon)         | God Help the Girl |
| 2014 | Come Monday Night                                 | God Help the Girl |
| 2014 | I'm Not Rich (con Hannah Murray e Olly Alexander) | God Help the Girl |
| 2014 | I'll Have to Dance with Cassie                    | God Help the Girl |
| 2014 | Musician, Please Take Heed                        | God Help the Girl |
| 2014 | Down and Dusky Blonde (con Hannah Murray)         | God Help the Girl |

## Riconoscimenti
- Ashland Independent Film Award
  - 2007 – Miglior cast di un lungometraggio per Stranded
- AFCA Award
  - 2012 – Candidatura per la migliore attrice per Sleeping Beauty
- Australian Film Institute Award
  - 2002 – Miglior giovane attrice per Playing God
  - 2003 – Candidatura per la miglior giovane attrice per After the Deluge
  - 2005 – Miglior attrice per Lemony Snicket – Una serie di sfortunati eventi
- Critics Choice Award
  - 2005 – Candidatura per la miglior giovane attrice per Lemony Snicket – Una serie di sfortunati eventi
- EDA Special Mention Award
  - 2012 – Candidatura per la maggior differenza di età tra il protagonista maschile e la persona amata per Sleeping Beauty
- FCCA Award
  - 2012 – Candidatura per la miglior attrice protagonista per Sleeping Beauty
- Golden Schmoes
  - 2011 – Candidatura per il Best T&A of the Year per Sucker Punch
- Hamptons International Film Festival
  - 2011 – Miglior performance esordiente per Sleeping Beauty
- Sundance Film Festival
  - 2014 – Premio della giuria: World Cinema Dramatic per God Help the Girl
- Young Artist Award
  - 1999 – Candidatura per la miglior performance in un Film TV, Miniserie, Special o Pilot – Cast per The Echo of Thunder
  - 2005 – Candidatura per la miglior performance in un film – Giovane attrice protagonista per Lemony Snicket – Una serie di sfortunati eventi

## Doppiatrici italiane
Nelle versioni in italiano dei suoi film, Emily Browning è stata doppiata da:
- Letizia Ciampa in Lemony Snicket - Una serie di sfortunati eventi, The Uninvited
- Eva Padoan in Sucker Punch, The Host
- Letizia Scifoni in Pompei, American Gods
- Francesca Manicone in Legend, Golden Exits
- Perla Liberatori in Nave fantasma
- Veronica Puccio in Al calare delle tenebre
- Debora Magnaghi in Ned Kelly
- Ludovica De Caro in L'estate all'improvviso
- Francesca Fiorentini in The Affair - Una relazione pericolosa
- Eleonora Reti in American Horror Stories
- Rossa Caputo ne La classe del 2007
- Chiara Francese in Monica

Da doppiatrice è sostituita da:
- Monica Bonetto in Lemony Snickets A Series Of Unfortunate Events (Videogioco)